# Kang Eun-jin
Kang Eun-jin (16 de septiembre de 1982) es una actriz surcoreana.

## Filmografía
| Año  | Título                             | Rol                                 |
| ---- | ---------------------------------- | ----------------------------------- |
| 2005 | King and the Clown                 | dama de la corte                    |
| 2009 | Lifting King Kong                  | chica en la compañía                |
| 2010 | Poetry                             | enfermera                           |
| 2011 | The Journals of Musan              | Young-sook                          |
| 2011 | Boy                                | mujer desempleada en la aseguradora |
| 2011 | We Wish to Reincarnate in Paradise | novelista en el bote                |
| 2011 | War of the Arrows                  | Eun-yi                              |
| 2012 | Pietà                              | Myeong-ja                           |
| 2013 | Red Family                         | madre de Chang-soo                  |

## Premios y nominaciones
| Año  | Premio               | Categoría               | Nominación | Resultado |
| ---- | -------------------- | ----------------------- | ---------- | --------- |
| 2012 | 49 Grand Bell Awards | Mejor Actriz de Reparto | Piedad     | Nominada  |
| 2012 | 49 Grand Bell Awards | Mejor Actriz Revelación | Piedad     | Nominada  |